# Long Stretch of Love
«Long Stretch of Love» — песня американской кантри-группы Lady Antebellum, третий и последний сингл их шестого студийного альбома 747 (2014). Песня вышла на радио в Великобритании 6 февраля 2015 года, а затем на американском кантри-радио 23 марта 2015 года. Вокальные партии в ней исполняют Хиллари Скотт и Чарльз Келли, которые написали песню совместно с Дэйвом Хейвудом и Джошем Киром.

## История
Песня представляет собой бодрый кантри-рок с «дерзким басом, мощным басом и резкими риффами электрогитары». В тексте песни говорится о «преданности любви и сохранении её во всех взлётах и падениях». Все три участницы группы Lady Antebellum написали песню в соавторстве с Джошем Киром и спродюсировали её вместе с Нейтаном Чапманом. Кир рассказал журналу Nash Country Weekly, что у него уже есть готовый трек для совместной сессии с группой, и когда он представил его им, солист Чарльз Келли «довольно быстро придумал мелодию куплета, и мы все четверо набрасывали идеи, пока текст не стал соответствовать интенсивности трека».
Основной рифф исполняется на инструменте «Вудроу» (Woodrow) — аппалачском инструменте, который производится только в Ашвилле, штат Северная Каролина. Звучание этого инструмента описывается как «наполовину среднее между цимбалами и банджо». Кир решил использовать этот инструмент в песне, купив его в Эшвилле. Дэн Уильямс, изобретатель инструмента «Вудроу», играл на нём с группой Lady Antebellum во время их исполнения песни на телетрансляции Country Music Association 19 апреля 2015 года.

## Отзывы
Поставив песне оценку «B», Тэмми Рагуза из Nash Country Weekly (тогда ещё Country Weekly) написала, что песня «драйвовая, резкая и электризующая… иногда в ущерб насыщенным и прекрасным гармониям группы», но добавила, что «такое сочетание действительно усиливает агрессивный характер текста». Некредитованный отзыв от Taste of Country также был положительным, в нём говорилось: «Забытое напряжение между Чарльзом Келли и Хиллари Скотт вновь возникает в этой быстрой песне о любви. Это та самая химия, которая всегда заставляла фанатов задаваться вопросом: „Они вместе?“, прежде чем становилось очевидно, что нет». И «Скотт в основном играет главную партию в припеве, но, в отличие от многих последних синглов Lady A, эта песня ощущается как настоящее трёхчастное сотрудничество».

## Музыкальное видео
Музыкальное видео было снято Джастином Ки и премьера состоялась в апреле 2015 года. Это видео было снято во время их аншлагового концерта на арене O2 в Лондоне. В начале видео можно услышать, как Чарльз, Хиллари и Дэйв рассказывают о живом выступлении, аншлаге на арене O2 и выступлении в одном из их любимых городов — Лондоне. В видео также показаны закулисные кадры группы. Второе музыкальное видео было снято TK McKamy и премьера состоялась в июле 2015 года.

## Позиции в чартах
| Чарт (2015)                            | Высшая позиция |
| -------------------------------------- | -------------- |
| Канада (Billboard Country)             | 34             |
| США (Billboard Bubbling Under Hot 100) | 6              |
| США (Billboard Country Airplay)        | 16             |
| США (Billboard Hot Country Songs)      | 23             |

| Чарт (2015)                        | Позиция |
| ---------------------------------- | ------- |
| США (Country Airplay, Billboard)   | 72      |
| США (Hot Country Songs, Billboard) | 79      |